# IC 4951
IC 4951 је спирална галаксија у сазвјежђу Паун која се налази на листи објеката дубоког неба у Индекс каталогу.
Деклинација објекта је - 61° 51' 1" а ректасцензија 20h 9m 31,7s. Привидна величина (магнитуда) објекта IC 4951 износи 13,4 а фотографска магнитуда 14,0. Налази се на удаљености од 8,513 милиона парсека од Сунца. IC 4951 је још познат и под ознакама ESO 143-10, PGC 64181.